# Leopold Auerbach
Leopold Auerbach (Breslavia, 27 aprile 1828 – Breslavia, 30 settembre 1897) è stato un anatomista e patologo tedesco.

## Carriera
Auerbach ha studiato medicina presso l'Università di Breslavia, Berlino e Lipsia. È diventato un medico nel 1849, ed ha ottenuto la sua abilitazione nel 1863. Dal 1872 è stato professore di neuropatologia presso l'Università di Breslavia.

## Scoperte
Auerbach è stato tra i primi medici a diagnosticare il sistema nervoso utilizzando metodi di colorazione istologiche. Ha pubblicato una serie di documenti sui problemi neuropatologici e disturbi muscolari legati.
Egli è accreditato per la scoperta di Plesso myentericus Auerbachi, e del plesso di Auerbach, uno strato di cellule gangliari che forniscono il controllo dei movimenti del tratto gastro-intestinale, noto anche come il "plesso mioenterico".
"Malattia Friedreich-Auerbach" prende il nome da Auerbach e dal patologo Nikolaus Friedreich (1825-1882). Si tratta di una malattia rara caratterizzata da emi-ipertrofia contenuto nel viso, lingua e nelle tonsille.

## Vita privata
Suo figlio Felix Auerbach era un famoso fisico.